# Institut d'Estudis Catalans

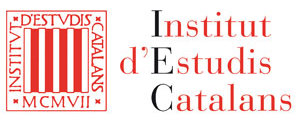
Logo-ul lui Institut d'Estudis Catalans

Institut d'Estudis Catalans (Institutul Studiilor Catalane, IEC) este o instituție academică cu sediul în Barcelona, a cărui secțiune filologică promulgă standarde oficiale ale limbii catalane, folosite în Catalonia, Comunitatea Valenciană și Insulele Baleare.
Institut a fost fundat la data de 18 iunie 1918 de inițiativa lui Enric Prat de la Riba, primul președinte lui Mancomunitat de Catalunya. Acesta a fost una dintre multe instituții culturale și știintifice create atunci. Celelalte includ: Biblioteca de Catalunya (Biblioteca Cataloniei) Escola Industrial (Școala Industrială), Escola Superior de Belles Arts (Școala Superioară a Artelor Frumoase) și Escola del Treball (Școala Muncii). Prat de la Riba a creat de asemenea Escola de l'Administració Local (Școala Administrației Locale) cu scopul de a învăța oameni de serviciu civil.
Unul dintre cele mai importante scopuri ale institutului este promovarea și continuarea muncii lui Pompeu Fabra, care a început un proces de standarizare a limbii catalane. IEC a inspirat și crearea lui Institut d'Estudis Occitans în Occitania (o parte a Franței)
Președintele actual al institutului este Salvador Giner, ales pentru o cadenție de patru ani în 2005.